# Lammerbulten
De Lammerbulten is een voormalig waterschap in de provincie Groningen.
Geertsma noemt de polder en meldt dat deze ten noorden van de Gaaikemaweerpolder was gelegen, maar dat deze na de afsluiting van het Reitdiep in 1877 geheel vervallen is. Het gebied lag langs zo'n 3 km langs het Reitdiep, ten oosten van de uitmonding van de Kommerzijlsterriet en ten noorden van de zomerdijken van de Gaaikemaweerpolder en de Oldehoofsterpolder.
In 1913 werden de gronden toegevoegd aan het waterschap Reitdiep. Waterstaatkundig gezien ligt het gebied sinds 1995 binnen dat van het waterschap Noorderzijlvest.

## Naam
De naam Lammerbulten verwijst naar de Lammerbult en Jolamabult, twee woonsteden ten noorden van Lammerburen. Deze 'bulten' zijn wierdes die door opslibbing van de kwelder van het Reitdiep nog nauwelijks boven het maaiveld uitsteken.